# Auensee (Kissing)
Der Auensee liegt westlich von Kissing im Landkreis Aichach-Friedberg (Schwaben, Bayern).
Der Auensee liegt zwischen Lech und Galgenbach. Ein Drittel des Sees ist als Naturschutzgebiet ausgewiesen, während an den restlichen zwei Drittel des Ufers das Baden erlaubt ist. Der See wird vollständig für FKK genutzt, da es sich jedoch nur um geduldetes FKK handelt, kann man die Situation als „Clothing Optional“ bezeichnen. Parkplätze, Liegewiesen und Wasserwachtstation (an Wochenenden) stehen den Besuchern zur Verfügung. Der See ist über die B2 oder mit dem Fahrrad über den östlichen Lechdamm zu erreichen. Kuhsee, Weitmannsee, Ilsesee und Mandichosee befinden sich in der Nähe vom Auensee (am Lech entlang). Zwei namensgleiche Seen befinden sich in Augsburg-Inningen, sowie westlich der Lechstaustufe 22 am Lochbachanstich nahe Königsbrunn.
Im Rahmen des Projektes Licca Liber des Wasserwirtschaftsamtes Donauwörth entstand 2014 die Idee, den Auensee in die Lech-Renaturierung zu integrieren. Der ursprünglich künstlich als Baggersee angelegte Auensee würde nach der Renaturierung vom Lech durchflossen und damit in seiner bisherigen Form nicht mehr existieren. Dabei könnte ein inzwischen unter Naturschutz stehendes Ufer des Baggersees beeinträchtigt werden und Schwimmer müssten sich umgewöhnen von ihrem beliebten Badesee auf Baden am Lechstrand. 
In der aktuellen Planung bleibt der Auensee inzwischen eigenständig erhalten.